# Ален Далес
Ален Велш Далес (енгл. Allen Welsh Dulles; Вотертаун, 7. април 1893 — Вашингтон, 29. јануар 1969) био је амерички правник и шпијун. Био је први цивил на функцији директора Централне обавештајне агенције (ЦИА), као и особа која је најдуже обављала ту функцију. Током његовог мандата ЦИА је била укључена у хладни рат, а такође су се догодили државни удар у Ирану, државни удар у Гватемали, ваздухопловни програм Локид U-2, програм контролисања ума Пројекат Ем-Кеј ултра, као и инвазија у Заливу свиња. Након неуспешне инвазије на Кубу, отпустио га је Џон Кенеди.
Био је члан Воренове комисије која је истраживала атентат на Кенедија. Теорија завере која сугерише да су Далес и ЦИА на неки начин били умешани у Кенедијево убиство и његово потенцијално прикривање у Вореновој комисији била је предмет популарне дебате међу историчарима и политичким аналитичарима. Године 1979. Комисија за убиства Представничког дома закључила је да ЦИА није била умешана у атентат на Кенедија.
Између свог рада у влади, Далес је био корпоративни адвокат и партнер у компанији Sullivan & Cromwell. Његов старији брат, Џон Фостер Далес, био је државни секретар за време администрације Двајта Ајзенхауера, а по коме је назван и аеродром у Вашингтону.

## Биографија
Рођен је 7. априла 1893. у Вотертауну. Отац му је био презвитеријански свештенослужитељ. Има млађег брата и сестру. Одрастао је у свештеничкој породици, те је свакодневно посећивао цркву. С обизром да му родитељи нису веровали у државне школе, образован је код куће уз приватне професоре. Дипломирао је на Универзитету Принстон.
Године 1920. оженио се Мартом Тод. Имали су троје деце, међу којима је и син који је касније тешко рањен током Корејског рата.